# Arnolfo di Gap
Arnolfo, in francese Arnoux, (... – Gap, 1079) è stato vescovo di Gap, venerato come santo dalla Chiesa cattolica.

## Biografia
Poche sono le notizie sicure su questo santo vescovo, deducibili da due Vitae databili alla seconda metà del XII secolo. La prima Vita, scritta da un anonimo canonico della cattedrale di Gap, insiste in particolare sul periodo del suo episcopato, mentre la seconda, attribuita a un monaco del monastero della Santa Trinità di Vendôme, si dilunga sul primo periodo della vita di Arnolfo, prima della sua elevazione a vescovo. La prima vita è stata pubblicata da Jean-Hervé Foulon negli Analecta Bollandiana (2007), mentre la seconda fu pubblicata già nel Settecento negli Acta Sanctorum.
Arnolfo era originario di Vendôme; non è nota la sua data di nascita. Entrò nel monastero della Santa Trinità di Vendôme, all'epoca dell'abate Oderico (1046-1082), che lo scelse come suo compagno nel viaggio che fece a Roma per ottenere la conferma dell'esenzione del suo monastero concessa nel 1063. Colpito dalla santità del monaco Arnolfo, papa Alessandro II decise di trattenerlo presso di sé, ospitandolo nel monastero di Santa Prisca. Poco dopo, una delegazione del capitolo della cattedrale di Gap giunse a Roma per ottenere dal papa un nuovo vescovo, dopo la deposizione di Riperto, vescovo simoniaco e concubinario. Alessandro II scelse e consacrò come nuovo vescovo di Gap il monaco Arnolfo. Incerta è l'epoca in cui si svolsero questi avvenimenti e fu nominato Arnolfo: «La date de son arrivée dans le diocèse ne peut être que déduite et approximativement fixée à 1064-1065.»
Dell'episcopato di Arnolfo si conosce un solo atto. Nel corso del concilio di Avignone del 5 aprile 1066, il vescovo di Sisteron Gérard Chevrier fece una donazione a favore di Forcalquier, di cui fu testimone Arnolfo di Gap.
Non è nota nemmeno la data esatta della morte di Arnolfo, che viene generalmente assegnata al 1079 circa. Nel mese di marzo di quell'anno è documentato per la prima volta il suo successore Laugier I.

## Culto
Il santo vescovo fu sepolto nella cappella di Saint-Jean-le-Rond nella cattedrale diocesana, e fin dagli inizi fu oggetto di venerazione e di pellegrinaggio, per i numerosi miracoli che vi si operavano. Secondo la Vita scritta da un canonico della cattedrale di Gap, all'epoca del vescovo Armando il suo corpo fu traslato in un luogo più adatto. Questo vescovo è ignoto alle cronotassi di Gap, ma se è realmente esistito, il suo episcopato potrebbe collocarsi tra il 1085 e il 1105.
Durante la traslazione, il suo corpo fu ritrovato intatto, e in particolare il suo braccio era ancora sanguinante. Come racconta la stessa Vita, mentre era vivo, Arnolfo subì una persecuzione ad opera di un potente locale, Laidet, che gli avrebbe tranciato il braccio. Nel corso del basso medioevo, il braccio di Arnolfo fu uno dei simboli dei vescovi di Gap, utilizzato spesso nei sigilli vescovili.
Ben presto Arnolfo fu venerato con culto pubblico come patrono della città e della diocesi di Gap, e la sua festa fissata il 19 settembre, giorno ipotetico della sua morte. Assente nel Martirologio Romano redatto dal Baronio, la sua ricorrenza è stata inserita nell'odierno martirologio, riformato a norma dei decreti del concilio Vaticano II, alla medesima data: